# Adetus fuscoapicalis
Adetus fuscoapicalis là một loài bọ cánh cứng trong họ Cerambycidae.